# Mario Davidovsky
Mario Davidovsky, né le 4 mars 1934 à Buenos Aires et mort le 23 août 2019 à New York, est un compositeur américain d'origine argentine, lauréat du Prix Pulitzer de musique en 1971.

## Biographie
Mario Davidovsky naît le 4 mars 1934 à Buenos Aires (Argentine),.
Enfant, il étudie le violon et commence à composer à l'âge de 13 ans. À Buenos Aires, il étudie la composition avec Guillermo Graetzer et travaille avec Teodor Fuchs, Erwin Leuchter et Ernesto Epstein,.
En 1958, il étudie avec Aaron Copland au Berkshire Music Center de Tanglewood, où il rencontre Milton Babbitt, qui l'encourage à s'installer à New York pour travailler au Columbia Princeton Electronic Music Center,.
À partir de 1960, Mario Davidovsky est directeur associé du Columbia-Princeton Electronic Music Center. Il enseigne à l'Université du Michigan en 1964, à l'Instituto Torcuato di Tella de Buenos Aires en 1965, à la Manhattan School of Music en 1968 et 1969, à l'Université Yale en 1969 et 1970 et au City College of New York entre 1968 et 1980, avant d'être professeur de musique à l'Université Columbia entre 1981 et 1993 puis de rejoindre l'Université Harvard,.
Davidovsky est lauréat d'une bourse de la Fondation Koussevitzky en 1958 et de deux bourses de la Fondation Rockefeller, en 1963 et 1964. Il est également boursier Guggenheim en 1960 et 1971 et remporte le prix Pulitzer de musique en 1971 avec Synchronisms no 6 (en) pour piano et électronique,.
En 1982, il est élu membre de l'Académie américaine des arts et des lettres.
Comme compositeur, « sa méthode de composition tend vers des paramètres mathématiques ; sa série de Synchronisms est dérivée de coordonnées numériques d'éléments acoustiques. Le son électronique fait partie intégrante de la majeure partie de ses œuvres ».
Mario Davidovsky meurt le 23 août 2019 à New York.

## Œuvres
Parmi ses œuvres, figurent :

### Musique pour orchestre
- Concertino pour percussion et cordes (1954) ;
- Suite sinfonica para « El payaso » (1955) ;
- Serie sinfonica (1959) ;
- Contrastes no 1 pour cordes et électronique (1960) ;
- Pianos pour orchestre (1961) ;
- Transientes (1972) ;
- Consorts pour harmonie symphonique (1980) ;
- Divertimento pour violoncelle et orchestre (1984).

### Musique de chambre
- 4 quatuors à cordes (1954, 1958, 1976, 1980) ;
- Quintette pour clarinette et cordes (1955) ;
- 3 Pièces pour quintette à vent (1956) ;
- Nonetto pour 9 instruments (1956) ;
- Trio pour clarinette, trompette et alto (1962) ;
- Inflexions pour ensemble de chambre (1965) ;
- Junctures pour flûte, clarinette et violon (1966) ;
- Music pour violon (1968) ;
- Chacona pour violon, violoncelle et piano (1971) ;
- Pennplay pour 16 instrumentistes (1978) ;
- Trio à cordes (1982) ;
- Capriccio pour 2 pianos (1985) ;
- Synchronisms (en)
  - no 1 pour flûte et électronique (1963) ;
  - no 2 pour flûte, clarinette, violon, violoncelle et électronique (1964) ;
  - no 3 pour violoncelle et électronique (1965) ;
  - no 4 pour voix d'hommes ou chœur mixte et électronique (1967) ;
  - no 5 pour ensemble de percussion et électronique (1969) ;
  - no 6 pour piano et électronique (1970) ;
  - no 7 pour orchestre et électronique (1973) ;
  - no 8 pour quintette à vent et électronique (1974) ;
  - no 9 pour violon et électronique (1988)[3] ;
  - no 10 pour guitare et électronique (1992)[3].

### Musique vocale
- Scenes from Shirha-shirim, opéra-cantate pour soprano, 2 ténors, baryton et orchestre de chambre (1975) ;
- Romancero pour soprano, flûte, clarinette, violon et violoncelle (1983).